# Stora Aspen
Stora Aspen är en sjö i Fagersta kommun i Västmanland och ingår i Norrströms huvudavrinningsområde. Sjön har en area på 5,92 kvadratkilometer och ligger 76 meter över havet. Sjön avvattnas av vattendraget Kolbäcksån. Vid provfiske har en stor mängd fiskarter fångats, bland annat abborre, björkna, braxen och gers.

## Delavrinningsområde
Stora Aspen ingår i det delavrinningsområde (664955-150353) som SMHI kallar för Utloppet av Stora Aspen. Medelhöjden är 110 meter över havet och ytan är 31,9 kvadratkilometer. Räknas de 112 avrinningsområdena uppströms in blir den ackumulerade arean 2 340,34 kvadratkilometer. Kolbäcksån som avvattnar avrinningsområdet har biflödesordning 3, vilket innebär att vattnet flödar genom totalt 3 vattendrag innan det når havet efter 202 kilometer. Avrinningsområdet består mestadels av skog (67 procent). Avrinningsområdet har 6,02 kvadratkilometer vattenytor vilket ger det en sjöprocent på 18,8 procent. Bebyggelsen i området täcker en yta av 1,27 kvadratkilometer eller 4 procent av avrinningsområdet.

## Fisk
Vid provfiske har följande fisk fångats i sjön:
- Abborre
- Björkna
- Braxen
- Gärs
- Gädda
- Gös
- Karpfisk obestämd
- Löja
- Mört
- Nors
- Sarv